# Ritenbenkia macropapillata
Ritenbenkia macropapillata är en rundmaskart som beskrevs av Allgen 1957. Ritenbenkia macropapillata ingår i släktet Ritenbenkia och familjen Leptosomatidae. Inga underarter finns listade i Catalogue of Life.